# Banque du Liban
La Banque du Liban (en arabe: مصرف لبنان) est la banque centrale du Liban depuis 1963. Basée à Beyrouth, son rôle est entre autres de gérer la livre libanaise, de maintenir la stabilité monétaire et de garantir la solidité du secteur bancaire. De plus, le secteur bancaire libanais, qui compte une centaine de banques rend d'autant plus important le rôle de la Banque du Liban.
Le secteur bancaire occupe une place prépondérante dans l'économie libanaise, avec plus de 100 banques différentes, ce qui confère à la BdL un rôle particulièrement important. Elle détient actuellement 99,37 % des actions de la compagnie aérienne nationale libanaise, Middle East Airlines. La BdL est également l'actionnaire majoritaire d'Intra Investment Company (IIC), qui détient elle-même 53 % du Casino du Liban, ce qui en fait la seule banque centrale au monde à régner sur un casino de type Las Vegas.

## Histoire
Le 22 août 2013, la Banque centrale du Liban a publié la nouvelle politique d'investissement, la « Circulaire n° 331 ». Cette politique vise à soutenir l'économie du savoir au Liban en soutenant l'écosystème florissant des startups. Grâce à cette initiative audacieuse, la Banque centrale du Liban espère augmenter le PIB du pays, réduire le chômage et positionner le Liban comme pôle technologique du Moyen-Orient,.
En novembre 2020, le Wall Street Journal a rapporté que les États-Unis et d'autres pays occidentaux avaient exigé un audit judiciaire de la Banque du Liban, accusée de blanchiment d'argent, de corruption et de liens avec le Hezbollah.
En 2023, il a été rapporté que cet audit judiciaire – une demande clé de la communauté internationale et du Fonds monétaire international – avait révélé des années de mauvaise conduite de la part de l'ancien gouverneur de la banque, Riad Salameh, et 111 millions de dollars de « commissions illégitimes ». L'audit couvrait la période 2015-2020. Le 10 août 2023, les États-Unis, le Royaume-Uni et le Canada ont imposé des sanctions à Salameh et à une poignée de ses proches et associés en raison d’allégations de corruption.
En mars 2025, Karim A. Souaid est nommé gouverneur de la banque, qui est reconnu pour son opposition à l’influence du Hezbollah dans le système financier libanais.

## Rôles et fonctions
La Banque du Liban a été créée par la loi sur la monnaie et le crédit promulguée le 1er août 1963, par le décret no 13513. Le siège de la Banque a été construit en un an par le Conseil Exécutif des Grands Projets. Elle a commencé à fonctionner effectivement le 1er avril 1964.

## Présidents
| Rang | Nom                          | Mandat      |
| ---- | ---------------------------- | ----------- |
| 1er  | Philippe Takla               | 1963 - 1967 |
| 2e   | Elias Sarkis                 | 1967 - 1976 |
| 3e   | Joseph Oughourlian (intérim) | 1976 - 1978 |
| 4e   | Michel el-Khoury             | 1978 - 1985 |
| 5e   | Edmond Naïm                  | 1985 - 1991 |
| 6e   | Michel el-Khoury             | 1991 - 1993 |
| 7e   | Riad Salamé                  | 1993 - 2023 |
| 8e   | Wassim Mansouri (intérim)    | 2023 - 2025 |
| 9e   | Karim Said                   | 2025-       |